# Tierra Amarilla, New Mexico
Tierra Amarilla este o localitate, o municipalitate și sediul comitatului Rio Arriba din statul New Mexico, Statele Unite ale Americii.